# Filipa Azevedo
Filipa Daniela Azevedo de Magalhães, natural de Massarelos (Porto) 31 de Julho de 1991) é uma cantora portuguesa. Interpreta hip-hop, R&B, rock, eletrônico, pop latino, jazz e pop. Em 2007 venceu o concurso televisivo Família Superstar, e desde então tem dado concertos, gravou um CD e, em 2010, depois de ter vencido o Festival RTP da Canção, representa Portugal em Oslo, no Festival Eurovisão da Canção 2010. Filipa Azevedo está-se a iniciar como atriz já fez alguns projectos de teatro musical.

## Biografia
Filipa Azevedo nasceu no Porto mas foi criada em Valbom, Gondomar. Frequentou o Conservatório Nacional de Música, onde aprendeu a tocar flauta transversal.
Participou no programa Família Superstar, do canal de televisão SIC, tendo vencido a competição. Foi sempre das mais preferidas, tendo os seus videos sido You Tube os mais vistos de todos os concorrentes, e tendo vários blogs de apoio. Depois de várias actuações em palco, no programa, Filipa Azevedo foi considerada melhor que a cantora Amy Lee, dos Evanescence, por Clara de Sousa (jornalista), uma das juradas do programa. Tozé Brito, um grande nome da música portuguesa considerou a cantora como "um furacão em palco" e ambos os integrantes do grupo Anjos (banda portuguesa) consideraram Filipa Azevedo a melhor do programa.
Em 2008, marcou presença em vários programas televisivos e deu concertos em todo o país.
No final de 2009 lançou o seu primeiro CD, intitulado com o próprio nome da cantora, "Filipa Azevedo".
Vai para Londres estudar tecnologia da música e produção musical.
Nos inícios de 2010 foi convidada do programa Vida Nova, para ajudar as vítimas do sismo do Haiti, cantou temas célebres como: We are the world (Band Aid), The Earth Song (Michael Jackson), e Imagine (John Lennon).Em Março do mesmo ano,venceu o Festival RTP da Canção com a canção "Há dias assim" da autoria de Augusto Madureira.
Em Maio de 2010, Filipa Azevedo representa Portugal na Eurovisão na Noruega, mais propriamente em Oslo, com a música "Há dias assim", depois de se ter sagrado a grande vencedora no Festival da Canção 2010.
No ano 2015 a cantora Filipa Azevedo voltou a participar num concurso de televisão na RTP1 - o "The Voice Portugal" - 3ª edição. Criou um enorme sucesso apesar de ter saído na primeira gala ao vivo do concurso. O seu mentor foi Anselmo Ralph.

## Festival RTP da Canção
Em 2010 venceu o Festival RTP da Canção, depois de ter integrado a lista para a votação on-line, de onde passaram 24 concorrentes às semifinais.

## Blogues
- Filipa Azevedo Fans Club
- Filipa Azevedo Fan

## Discografia
- 2009 - Filipa Azevedo (Iplay)

## Singles
- 2008 - Só eu sei
- 2009 - Tu és magia, tu és a paz (em dueto com Susana Azevedo)
- 2010 - Há Dias Assim
- 2019 - Num Instante (Somos Uma Voz) (em dueto com Nelson Antunes)

Compilações
- 2007 - Família Superstar
- 2008 - Carrossel de Papel (CD de solidariedade social)